# This Land Press
This Land Press — медиа- и мерчандайзинговая компания со штаб-квартирой в Талсе, штат Оклахома, которая выпускала ежеквартальный печатный журнал This Land. Её основал Майкл Мейсон, писатель, журналист и редактор родом из Оклахомы. В марте 2011 года бизнесмен из Талсы Винсент Ловой начал сотрудничать с Мейсоном и стал издателем This Land Press. В январе 2017 года компания объявила о приостановке выпуска ежеквартального журнала.

## Журнал
This Land Press начала публиковать газету This Land, выходящую 2 раза в месяц, в мае 2010 года. Это региональное издание в основном представляло длинные, глубокие, повествовательные журналистские статьи, посвящённые жизни и культуре центральной части Америки.
В первом выпуске журнала This Land была опубликована заглавная статья «С тобой произойдёт что-то хорошее: взросление геем в семье Орала Робертса» Рэнди Робертса Поттса. Пять тысяч экземпляров журнала были распространены по всей Талсе. Во втором выпуске была опубликована заглавная статья Денвера Никса «Рядовой Мэннинг и создание Wikileaks», один из первых рассказов о молодости Челси Мэннинг. Журнал TIME назвал статью This Land «лучшим на сегодняшний день ответом» на вопрос о прежней жизни Мэннинг.
В 2010 году This Land опубликовал всего четыре выпуска. В январе 2011 года он начал распространяться ежемесячно по всему району Талсы. Марк Браун присоединился к This Land Press в качестве управляющего редактора This Land в марте того же года. С выпуска за июль 2011 года This Land начал выходить раз в полгода. 1 сентября 2011 года This Land опубликовал статью под названием «Кошмар страны грёз» Ли Роя Чепмена. В статье говорилось, что основатель Талсы У. Тейт Брэди был участником беспорядков в Талсе 1917 года, членом Ку-клукс-клана и архитектором расовых беспорядков в Талсе 1921 года.
В апреле 2015 года журнал This Land изменил формат и периодичность выхода на ежеквартальный журнал в твёрдом переплёте.
В феврале 2017 года компания выпустила Race Reader — антологию ранее опубликованных материалов, посвящённых расовым отношениям в центральной части Америки.
В письме подписчикам Race Reader компания объявила, что приостановит публикацию журнала и вместо этого сосредоточится на розничной торговле и продаже сувенирной продукции, но предположила, что печатное издание может когда-нибудь вернуться. В отчёте Columbia Journalism Review под названием «Знаменитое новостное издание в глубинке отказывается от журнала, но сохраняет футболки и мыльные оперы» содержится лёгкая шутка по поводу перехода This Land от печатного формата к розничной торговле, но также отмечается наследие и влияние журнала.
Журнал Faith Reader, содержащий ранее опубликованные материалы на тему веры, религии и духовности, был выпущен осенью 2017 года.
В прошлом в печатном издании принимали участие Ривка Галхен, Бен Гринман, Сэм Липсайт, Ник Тошес, Рон Паджетт, С. Э. Хинтон, Гордон Грайс, Хэнк Стювер, Майкл Уоллис и другие.

### Критика
В марте 2011 года журнал Columbia Journalism Review назвал This Land Press «Нью-Йоркером с яйцами» и «редким примером литературной журналистики на уровне сообщества».
В статье также сравниваются This Land Press и Oxford American, и отмечается, что оба издания «обладают талантом смешивать анахронично красивый печатный контент с веб-функциями, которые эквивалентны (а не являются производными) их печатным аналогам».
KWGS, радиостанция National Public Radio в Талсе освещала запуск This Land после публикации третьего выпуска в ноябре 2010 года. В передаче ведущий Рич Фишер сравнил издание с «Золотым веком ежемесячных журнальных публикаций».
В аудиорепортаже журнала Monocle говорится, что «Эта земля предлагает тот дух первопроходца, который Вуди Гатри, скорее всего, одобрил бы».

## Видео
Режиссёрами и продюсерами This Land TV выступили Мэтт Лич и Стерлин Харджо. Премьера сезона This Land TV началась 7 марта 2011 года, вещание продолжалось в течение 12 эпизодов, которые транслировались по всей Оклахоме на канале The Cox Channel. Среди известных гостей были актёр Уэс Стьюди, винодел Чарльз Смит, музыканты Уэйн Койн, Розанна Кэш, Red Dirt Rangers и многие другие.
В январе 2014 года на кинофестивале «Сандэнс» состоялась премьера документального фильма «Это может быть последний раз», снятого компанией This Land. Журнал Variety назвал его «свидетельством устной истории коренных американцев в её самой лирической форме».

## Аудио
This Land Press выпустило короткие аудиорепортажи, которые транслировались на общественных радиостанциях по всей территории США.